# Inga setosa
Inga setosa är en ärtväxtart som beskrevs av George Don jr. Inga setosa ingår i släktet Inga och familjen ärtväxter. Inga underarter finns listade i Catalogue of Life.